# Pelomys minor
Pelomys minor là một loài động vật có vú trong họ Chuột, bộ Gặm nhấm. Loài này được Cabrera & Ruxton mô tả năm 1926.